# Gran Premi de motociclisme
|  | Aquest article tracta sobre motociclisme de velocitat. Vegeu-ne altres significats a «Gran Premi de motocròs». |

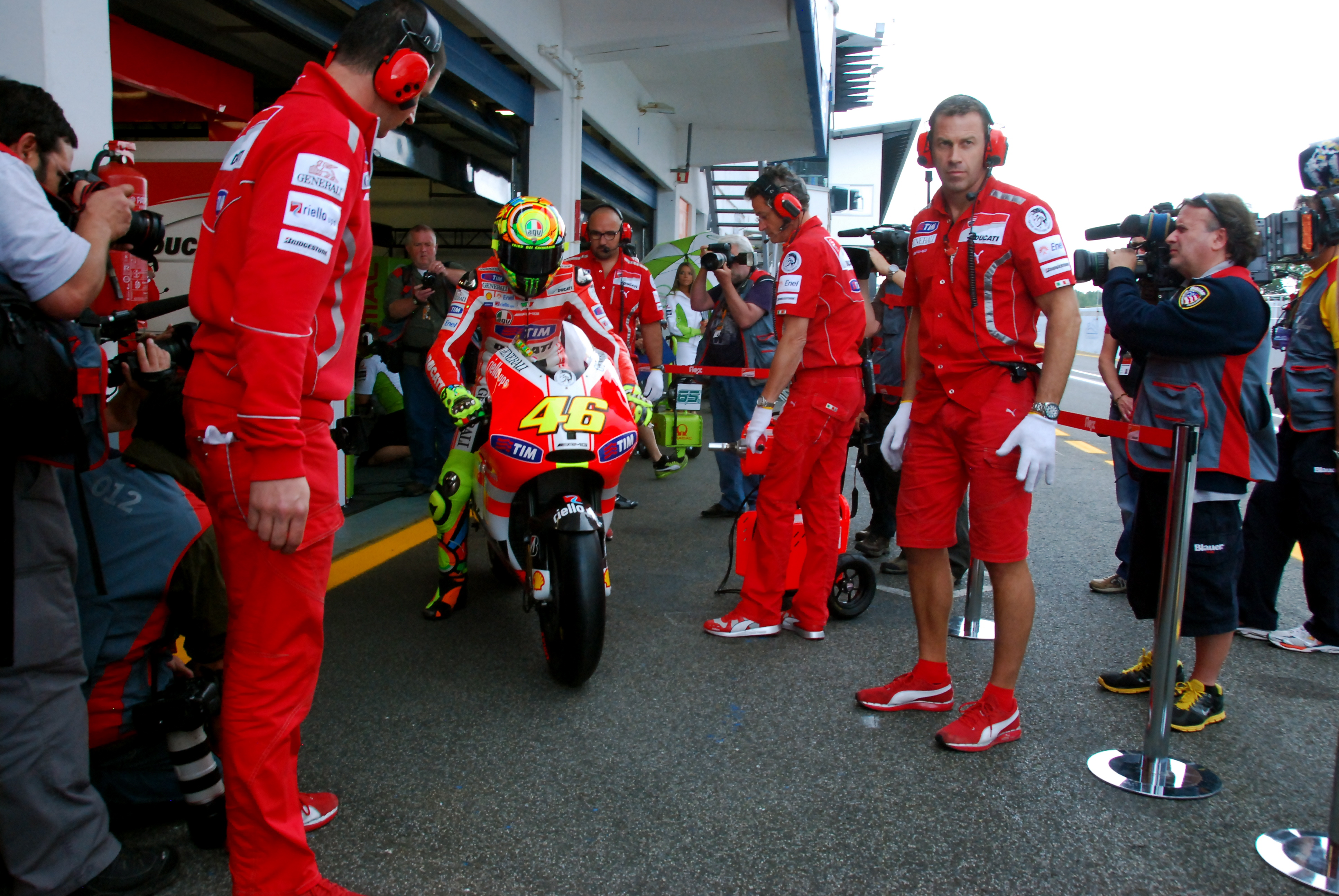
Valentino Rossi i l'equip Ducati durant la sessió d'entrenaments lliures del GP de Portugal de 2011

Gran Premi de motociclisme (conegut internacionalment pel seu nom en francès, Grand Prix, i abreujat GP) és el nom amb què es coneix una cursa de motociclisme puntuable per al Campionat del Món de velocitat. Les curses es disputen en circuits tancats construïts especialment per a aquesta mena d'esdeveniments.
Val a dir que la denominació de Gran Premi s'ha anat generalitzant històricament en l'àmbit d'altres modalitats del motociclisme, com ara el motocròs, el trial o l'speedway, on les proves puntuables per als respectius campionats mundials s'anomenen també així (en seria un exemple el Gran Premi de Catalunya de Motocròs). Tanmateix, aquesta altra mena d'esdeveniments queda fora del propòsit d'aquest article.

## Estructura
Normalment, el Gran Premi comença amb uns entrenaments lliures el divendres, la qualificació el dissabte i la cursa el diumenge. Durant les sessions lliures de prova, els pilots fan diverses voltes al circuit per a familiaritzar-s'hi i després ajusten les motos. L'endemà es fan dues curses de classificació d'una hora de durada que serveixen per a decidir les primeres posicions a la graella de sortida. Durant aquesta sessió, anomenada "qualificació", la tasca dels pilots és intentar aconseguir completar un cert nombre de voltes al circuit com més ràpid millor, per tal de determinar la posició a la graella de sortida el dia de la cursa (qui aconsegueix el millor temps hi ocupa la primera plaça, anomenada pole position).
El dia de la cursa, els pilots fan dues voles d'escalfament en formació al circuit i després se situen a la graella de sortida en l'ordre correcte. La sortida s'indica amb un dispositiu electrònic, i el seu moment exacte s'assenyala en apagar-se el llum vermell. Les curses duren uns 40-45 minuts.

### Categories
Durant el diumenge es disputen les curses, una per cada categoria de les puntuables per al mundial. Al llarg de la història, els Grans Premis han acollit curses de les categories de sidecars, 50cc, 80cc, 125cc, 250cc, 350cc i 500cc, avui dia ja totes en desús. Les categories vigents actualment són:
- MotoGP: És la categoria reina del motociclisme de velocitat, destinada a motocicletes amb motor de quatre temps fins a 1.000 cc.
- Moto2: Per a motocicletes amb motors de quatre temps fins a 600 cc.
- Moto3: Per a motocicletes amb motors de quatre temps fins a 250 cc.

### Sistema de puntuació
Els resultats del Gran Premi tenen efecte a dos campionats: al Mundial de pilots i al de constructors de la temporada corresponent. La posició final dels pilots a la cursa determinarà els punts assolits que computen per al campionat. La puntuació que s'aplica actualment als Grans Premis puntuables per al Campionat del Món és la següent:
| Posició | 1  | 2  | 3  | 4  | 5  | 6  | 7 | 8 | 9 | 10 | 11 | 12 | 13 | 14 | 15 |
| Punts   | 25 | 20 | 16 | 13 | 11 | 10 | 9 | 8 | 7 | 6  | 5  | 4  | 3  | 2  | 1  |

## Banderes de senyalització
Les banderes de senyalització es fan servir durant la cursa per tal d'advertir els corredors d'incidències i perills eventuals. Les més conegudes són aquestes:
| Bandera                               | Significat                                                                                                 |
| ------------------------------------- | --- |
| Groga                                 | Si es manté fixa, indica perill. Si es mostra agitada, avisa que cal estar preparat per a aturar-se aviat. |
| Groga amb franges vermelles verticals | Precaució, oli a la pista.                                                                                 |
| Blanca                                | Avisa de la presència d'un cotxe oficial o una ambulància a la pista.                                      |
| Verda                                 | El perill ha passat i la pista ha quedat lliure.                                                           |
| Negra                                 | Obliga a aturar-se al pilot a qui s'ensenya. El motiu més habitual és la conducció perillosa.              |
| Vermella                              | Cal aturar-se tot d'una. Quelcom greu obliga a aturar la cursa.                                            |